# Bartholomäus Gesius
Bartholomäus Gesius (eigentlich Göß; * 1562 in Müncheberg; † August 1613 in Frankfurt (Oder)) war ein deutscher Kantor und Komponist.

## Leben
Gesius war Sohn eines Ackerbürgers und Ratsherrn. Er studierte zwischen 1578 und 1585 an der Viadrina in Frankfurt (Oder). 1582 war er vorübergehend Kantor in Müncheberg und 1587 Lehrer und Musiker auf Schloss Muskau in der Oberlausitz. 1588 begann er seine fünfstimmige Choralpassion nach Johannes in deutscher Sprache. Im Frühjahr 1593 wurde Gesius in Frankfurt (Oder) Kantor an der Marienkirche und zugleich Lehrer an der Ratsschule, dem heutigen Karl-Liebknecht-Gymnasium. 1613 schuf er seine sechsstimmig lateinische Matthäuspassion. Im gleichen Jahr starb er an der Pest.
Von ihm stammt die Weise zu dem Osterlied des Kaspar Stolzhagen (1550–1594) Heut triumphieret Gottes Sohn (EG 109). Sie findet sich in seinen Geistlichen deutschen Liedern, 1601. In seinem Enchiridium von 1603 erschien erstmals die Weise unbekannten Ursprungs zu dem Lied Lobet Gott, unsern Herren (Psalm 150), die mit dem Lied Paul Gerhardts Befiehl du deine Wege weite Verbreitung gefunden hat, besonders durch Georg Philipp Telemanns Bearbeitung 1730.

## Werke
- Geistliche Deutsche Lieder. D. Mart. Lutheri: Und anderer frommen Christen: Welche durchs gantze Jahr in der Christlichen Kirchen zusingen gebreuchlich/ mit vier und fünff Stimmen … Hartman, Frankfurt an der Oder 1601.
- Enchiridium etlicher deutscher und lateinischer Gesänge. Hartman, Frankfurt an der Oder 1603.
- Hymni Patrum Cum Canticis Sacris, Latinis Et Germanicis, De Praecipuis Festis Anniversariis: Quibus Additi Suntet Hymni Scholastici Ad Duodecim Modos Musicos in utroq[ue] cantu, Regulari scilicet ac Transposito, singulis horis per totam septimanam decantandi, cum cantionibus Gregorianis … Hartman, Frankfurt an der Oder 1609.